# Liechtensteiner Cup 1990/91
Der Liechtensteiner Cup 1990/91 war die 46. Austragung des Fussballpokalwettbewerbs der Herren in Liechtenstein. Der FC Balzers gewann zum neunten Mal den Titel.

## Teilnehmende Mannschaften
Folgende 16 Mannschaften nahmen am Liechtensteiner Cup teil:
| - FC Schaan - FC Schaan II - FC Schaan Azzurri - FC Vaduz - FC Vaduz II - FC Ruggell - FC Ruggell II - FC Triesenberg | - FC Triesenberg II - FC Balzers - FC Balzers II - USV Eschen-Mauren - USV Eschen-Mauren II - FC Triesen - FC Triesen II - FC Triesen Español |

## Achtelfinale
|                      | Ergebnis |                   |
| -------------------- | -------- | ----------------- |
| FC Vaduz II          | 1:2      | USV Eschen-Mauren |
| FC Triesen II        | 2:5      | FC Schaan         |
| FC Schaan II         | 0:9      | FC Balzers        |
| USV Eschen-Mauren II | 2:4      | FC Triesen        |
| FC Triesenberg II    | 1:7      | FC Ruggell II     |
| FC Balzers II        | 1:3      | FC Vaduz          |
| FC Schaan Azzurri    | 7:3      | FC Triesenberg    |
| FC Triesen Español   | 2:3      | FC Ruggell        |

## Viertelfinale
|                   | Ergebnis |                   |
| ----------------- | -------- | ----------------- |
| FC Schaan Azzurri | 2:8      | FC Balzers        |
| FC Ruggell        | 0:8      | USV Eschen-Mauren |
| FC Schaan         | 0:1      | FC Vaduz          |
| FC Ruggell II     | 0:5      | FC Triesen        |

## Halbfinale
|            | Ergebnis |                   |
| ---------- | -------- | ----------------- |
| FC Triesen | 1:2      | FC Balzers        |
| FC Vaduz   | 2:0      | USV Eschen-Mauren |

## Finale
Das Finale fand am 9. Mai 1991 in Triesen statt.
| Datum      |            | Ergebnis |          |
| ---------- | ---------- | -------- | -------- |
| 09.05.1991 | FC Balzers | 2:1      | FC Vaduz |